# Ack Ack
Ack Ack (1966-1990) est un cheval de course pur-sang américain, membre du Hall of Fame des courses américaines et cheval de l'année en 1971.  

## Carrière de course
Né au grand haras de Claiborne Farm, Ack Ack a d'abord couru sous les couleurs de son éleveur, Harry Guggenheim. Vainqueur d'une course à 2 ans, vainqueur pour sa rentrée à 3 ans dans une allowance où il domine largement un certain Arts and Letters, autre futur Hall of Famer), il renonce à la voie classique après un essai infructueux sur 1 800 mètres dans les Everglade Stakes (remportées par ce même Arts and Letters) et se cantonne à l'exercice du sprint ou du mile. Il remporte ses premiers succès d'importance dans les Withers Stakes et l'Arlington Classic. La santé de Harry Guggenheim déclinant, son écurie est dispersé, mais Ack Ack, dont le prix de réserve est fixé à 1 million de dollars, n'est pas vendu et s'en va en Californie rejoindre les boxes du grand entraîneur Charlie Whittingham, et découvre un nouveau jockey, Bill Shoemaker. Sa saison à 4 ans est ponctuée de quatre succès en cinq sorties, mais le meilleur est à venir.
Lorsque Harry Guggenheim disparaît en janvier 1971, Charlie Whittingham s'associe avec le coupe Buddy Fogelson/Greer Garson pour acquérir Ack Ack à hauteur de 500 000 dollars. Le cheval, donnant enfin sa pleine mesure, ne connaîtra plus jamais la défaite : de janvier à juillet, il s'impose comme à la parade dans toutes les grandes courses californiennes, la plupart du temps des gros handicaps où il porte une montagne de plomb et trouve le moyen de s'approprier le record de l'épreuve. Parmi ses plus grands succès, le Santa Anita Handicap et la Hollywood Gold Cup, ses deux seules victoires sur 2 000 mètres. Si une crise de coliques interrompt sa marche triomphale et sa carrière, il n'en est pas moins élu cheval de l'année en 1971 (une première pour un cheval ayant accompli toute sa saison en Californie), mais aussi meilleur cheval d'âge et meilleur sprinter. Ack Ack est introduit au Hall of Fame des courses américaines en 1986, et figure à la 44e place sur la liste 100 meilleurs chevaux de sport hippique américain du XXe siècle établie en 1999 par le magazine The Blood-Horse.  

### Résumé de carrière
| Date         | Hippodrome      | Pays        | Course                     | Distance    | Jockey         | Place       | Écart       | Vainqueur ou deuxième |
| 1968, 2 ans  | 1968, 2 ans     | 1968, 2 ans | 1968, 2 ans                | 1968, 2 ans | 1968, 2 ans    | 1968, 2 ans | 1968, 2 ans | 1968, 2 ans           |
| ------------ | --------------- | ----------- | -------------------------- | ----------- | -------------- | ----------- | ----------- | --------------------- |
| 2 octobre    | Belmont Park    | États-Unis  | Maiden                     | 1 200 m     | Manuel Ycaza   | 2e / 14     | 3/4         | Nephew                |
| 10 octobre   | Belmont Park    | États-Unis  | Maiden                     | 1 200 m     | M. Ikaza       | 1er / 14    | tête        | Izaak                 |
| 23 octobre   | Belmont Park    | États-Unis  | General Race               | 1 400 m     | J. Lotz        | 2e / 8      | tête        | I Found Gold          |
| 1969, 3 ans  |                 |             |                            |             |                |             |             |                       |
| 17 janvier   | Hialeah Park    | États-Unis  | General Race               | 1 200 m     | Manuel Ycaza   | 1er / 12    | 6           | Next Beauty           |
| 25 janvier   | Hialeah Park    | États-Unis  | Bahamas Stakes             | 1 400 m     | Manuel Ycaza   | 1er / 8     | tête        | Al Hattab             |
| 19 février   | Hialeah Park    | États-Unis  | Everglade Stakes           | 1 800 m     | Manuel Ycaza   | 4e / 12     | 5 ½         | Arts and Letters      |
| 5 avril      | Keeneland       | États-Unis  | General Race               | 1 200 m     | D. Brumfield   | 2e / 7      | 3/4         | Walking Stick         |
| 18 avril     | Keeneland       | États-Unis  | General Race               | 1 400 m     | Manuel Ycaza   | 1er / 4     | 12          | Tripsville            |
| 29 avril     | Churchill Downs | États-Unis  | Derby Trial Stakes         | 1 600 m     | Manuel Ycaza   | 1er / 7     | 7           | Indian Emerald        |
| 10 mai       | Aqueduct        | États-Unis  | Withers Stakes             | 1 600 m     | Manuel Ycaza   | 1er / 8     |             | Gleaming Light        |
| 21 mai       | Garden State    | États-Unis  | General Race               | 1 700 m     | Manuel Ycaza   | 2e / 6      | 1/2         | Night Invader         |
| 30 mai       | Garden State    | États-Unis  | Jersey Derby               | 1 800 m     | Manuel Ycaza   | 2e / 10     | 2 ½         | Al Hattab             |
| 21 juin      | Arlington Park  | États-Unis  | Arlington Classic          | 1 600 m     | Braulio Baeza  | 1er / 10    | 4 ½         | King of the Cast      |
| 1970, 4 ans  |                 |             |                            |             |                |             |             |                       |
| 10 avril     | Hollywood Park  | États-Unis  | Premier Handicap           | 1 200 m     | Bill Shoemaker | 4e / 7      | 3 ¼         | First Mate            |
| 24 avril     | Hollywood Park  | États-Unis  | Handicap Race              | 1 200 m     | Bill Shoemaker | 1er / 8     | 2           | First Mate            |
| 2 mai        | Hollywood Park  | États-Unis  | Los Angeles Handicap       | 1 400 m     | D. Pierce      | 1er / 6     |             | Right or Wrong        |
| 12 septembre | Del Mar         | États-Unis  | General Race               | 1 100 m     | Bill Shoemaker | 3e / 7      | 5           | Fleet Surprise        |
| 6 octobre    | Santa Anita     | États-Unis  | Autumn Days Handicap       | 1 300 m     | Bill Shoemaker | 1er / 4     | 1 ½         | Fleet Surprise        |
| 1971, 5 ans  |                 |             |                            |             |                |             |             |                       |
| 2 janvier    | Santa Anita     | États-Unis  | Palos Verdes Handicap      | 1 200 m     | Bill Shoemaker | 2e / 5      | 3 ½         | Jungle Savage         |
| 16 janvier   | Santa Anita     | États-Unis  | San Carlos Handicap        | 1 400 m     | Bill Shoemaker | 1er / 7     | 1 ¾         | Jungle Savage         |
| 6 février    | Santa Anita     | États-Unis  | San Pascal Handicap        | 1 700 m     | Bill Shoemaker | 1er / 8     | 3/4         | Delaware Chief        |
| 27 février   | Santa Anita     | États-Unis  | San Antonio Handicap       | 1 800 m     | Bill Shoemaker | 1er / 11    | 3 ¼         | Good Manners          |
| 13 mars      | Santa Anita     | États-Unis  | Santa Anita Handicap       | 2 000 m     | Bill Shoemaker | 1er / 10    | 1 ½         | Cougar                |
| 17 juin      | Hollywood Park  | États-Unis  | Hollywood Express Handicap | 1 100 m     | Bill Shoemaker | 1er / 7     | 3           | Pitching Wedge        |
| 5 juillet    | Hollywood Park  | États-Unis  | American Handicap          | 1 800 m     | Bill Shoemaker | 1er / 7     | 4           | Divide and Rule       |
| 17 juillet   | Hollywood Park  | États-Unis  | Hollywood Gold Cup         | 2 000 m     | Bill Shoemaker | 1er / 8     | 3 ¾         | Comtal                |

## Au haras
En 1972, Ack Ack revient au haras où il vit le jour, Claiborne Farm, pour y devenir étalon. Une seconde carrière très honorable : 604 produits, 340 vainqueurs et 51 vainqueurs de stakes. Il a donné deux champions : Broad Brush (vainqueur de quatre groupe 1, troisième du Kentucky Derby et des Preakness Stakes), et surtout le Français Youth, vainqueur du Prix du Jockey Club, troisième du Prix de l'Arc de Triomphe d'Ivanjica et lauréat des Canadian International Stakes et du Washington, D.C. International, qui lui assurèrent un titre de Cheval de l'année sur le gazon aux États-Unis. 

## Origines

### Pedigree
| Origines de Ack Ack (USA), mâle bai né en 1966 | Origines de Ack Ack (USA), mâle bai né en 1966 | Origines de Ack Ack (USA), mâle bai né en 1966 | Origines de Ack Ack (USA), mâle bai né en 1966 |
| ---------------------------------------------- | ---------------------------------------------- | ---------------------------------------------- | ---------------------------------------------- |
| Père Battle Joined                             | Armageddon                                     | Alsab                                          | Good Goods                                     |
| Père Battle Joined                             | Armageddon                                     | Alsab                                          | Winds Chant                                    |
| Père Battle Joined                             | Armageddon                                     | Fighting Lady                                  | Sir Gallahad                                   |
| Père Battle Joined                             | Armageddon                                     | Fighting Lady                                  | Lady Nicotine                                  |
| Père Battle Joined                             | Ethel Walker                                   | Revoked                                        | Blue Larkspur                                  |
| Père Battle Joined                             | Ethel Walker                                   | Revoked                                        | Gala Belle                                     |
| Père Battle Joined                             | Ethel Walker                                   | Ethel Berry                                    | Reaping Reward                                 |
| Père Battle Joined                             | Ethel Walker                                   | Ethel Berry                                    | Mary Terry                                     |
| Mère Fast Turn                                 | Turn-To                                        | Royal Charger                                  | Nearco                                         |
| Mère Fast Turn                                 | Turn-To                                        | Royal Charger                                  | Sun Princess                                   |
| Mère Fast Turn                                 | Turn-To                                        | Source Sucrée                                  | Admiral Drake                                  |
| Mère Fast Turn                                 | Turn-To                                        | Source Sucrée                                  | Lavendula                                      |
| Mère Fast Turn                                 | Cherokee Rose                                  | Princequillo                                   | Prince Rose                                    |
| Mère Fast Turn                                 | Cherokee Rose                                  | Princequillo                                   | Cosquilla                                      |
| Mère Fast Turn                                 | Cherokee Rose                                  | The Squaw                                      | Sickle                                         |
| Mère Fast Turn                                 | Cherokee Rose                                  | The Squaw                                      | Minnewaska (famille 9-h)                       |